# Mongoolse volkeren

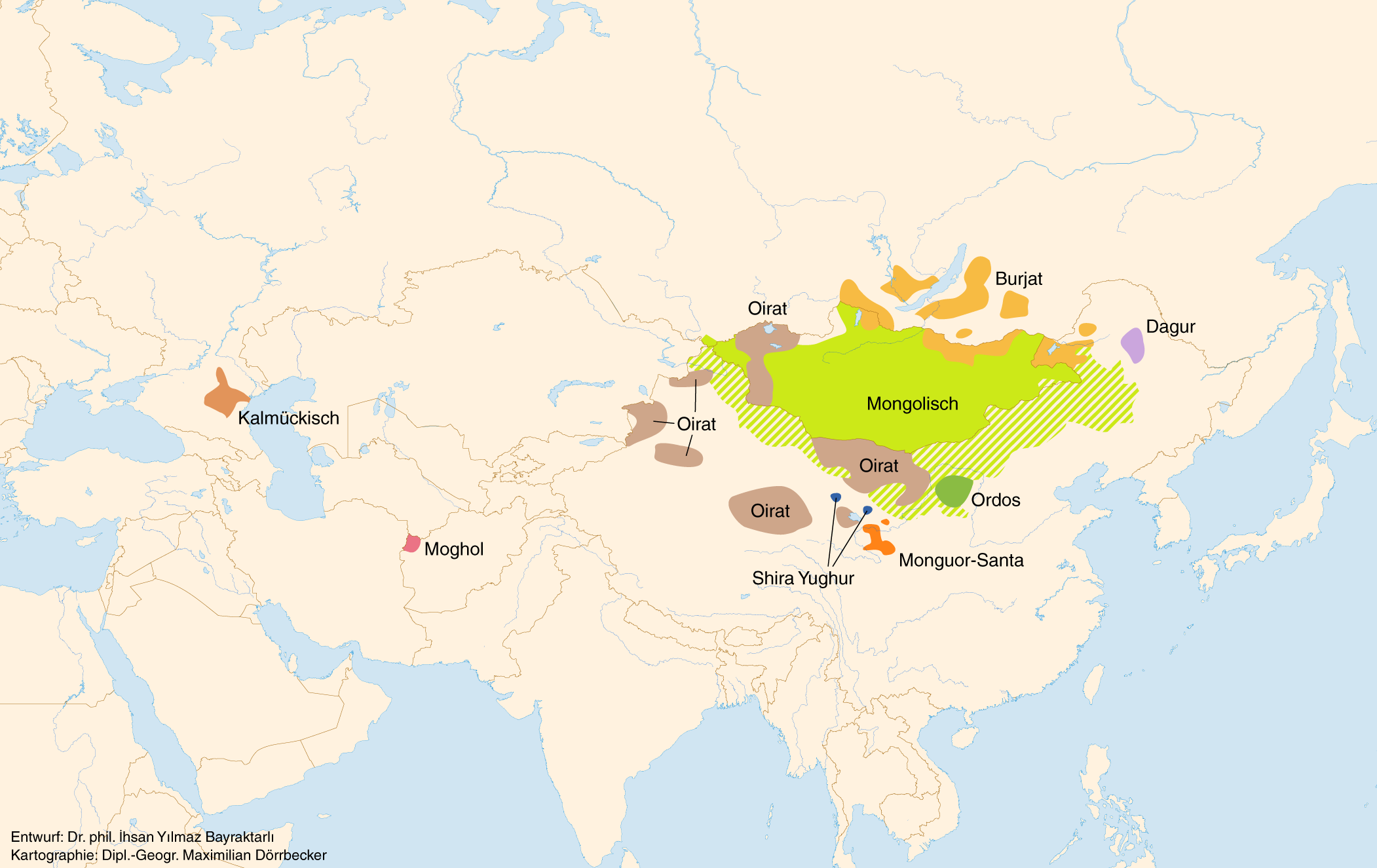
Geografische spreiding van de Mongoolse talen

De Mongoolse volkeren zijn een verzameling van Oost-Aziatische etnische groepen in Oost- en Noord-Azië en Oost-Europa, die Mongoolse talen spreken. Hun voorouders worden de Proto-Mongolen genoemd. 
De grootste hedendaagse Mongoolse etnische groep zijn de Mongolen. Mongoolssprekende mensen, hoewel verspreid over een groot geografisch gebied, vertonen een hoge genetische affiniteit met elkaar en vertonen continuïteit met de oude Noordoost-Aziaten.

## Huidige etnische groepen
| Etnoniem         | Bevolking  | Voornaamste regio's | Religie                                               |
| ---------------- | ---------- | --- | ----------------------------------------------------- |
| Mongolen         | 11.000.000 | Mongolië China:Binnen-Mongolië, andere Mongoolse autonome divisies van China Rusland: Boerjatië, Kalmukkië, okroeg Aga-Boerjatië, okroeg Oest-Orda Boerjatië | Tibetaans boeddhisme, Tengrisme (Mongools sjamanisme) |
| Mughal           | 3.000.000  | India Pakistan | soennitische islam                                    |
| Dongxiang        | 621.000    | China: Autonome provincie Dongxiang, Jishishan Bonan, autonome provincie Dongxiang en Salar                                                                  | soennitische islam                                    |
| Monguor          | 290.000    | China: Qinghai, Gansu | Tibetaans Boeddhisme, Tengrisme (sjamanisme)          |
| Daur             | 132.000    | China: Morin Dawa Daur Autonome Banner, Meilisi Daur District                                                                                                | Tibetaans Boeddhisme, Tengrisme (sjamanisme)          |
| Khatso           | >60.000?   | China: provincie Tonghai | Tibetaans boeddhisme                                  |
| Sogwo Arig       | 40.000?    | China: Qinghai | Tibetaans boeddhisme, Bon                             |
| Sichuan-Mongolen | 29.000     | China: Muli Tibetaanse Autonome Provincie, Provincie Yanyuan                                                                                                 | Tibetaans boeddhisme                                  |
| Bonan            | 20.000     | China: Jishishan Bonan, het autonome district Dongxiang en Salar                                                                                             | Soennitische islam, Tibetaans boeddhisme              |
| Hamnigan         | >10.000?   | Rusland: Kraj Transbaikal Mongolië: Noordoost- Mongolië China: Hulunbuir                                                                                     | Tibetaans boeddhisme, sjamanisme                      |
| Yugur            | 6.000      | China: Autonoom district Sunan Yugur | Tibetaans boeddhisme, Tengrisme                       |
| Moghol           | 2.000      | Afghanistan: provincie Herat | soennitische islam                                    |
| Kangjia          | 2.000      | China: Tibetaanse Autonome Prefectuur Huangnan | soennitische islam                                    |

Bovendien leven er 3600 gemongolizeerde Sojoten in Boerjatië. Een aantal oriëntalisten beschouwen de moderne Sojoten als een subetnos binnen de Boerjaten.
De Mughal, afstammelingen van de Barlas en andere Mongoolse stammen, spreken momenteel Urdu.

## Historische etnische groepen
- Donghu
- Xianbei - oprichters, in de 1e eeuw na Christus, van het eerste Mongoolse rijk, namelijk de staat Xianbei
- Wuhuan
- Rouran
  - Yujiulü
- Duan
- Yuwen
- Kumo Xi
- Murong
- Tuyuhun
- Tuoba
- Qifu
- Tufa
- Shiwei
- Didouyu
- Kitan
  - Yelü
- Zubu

## Algemene karakteristieken

### Talen
De talen van de Mongoolse volkeren behoren tot de Mongoolse taalfamilie. Het bekendste lid van deze taalfamilie, het Mongools, is de primaire taal van de meeste inwoners van Mongolië en de Mongoolse inwoners van Binnen-Mongolië en Boerjatië, met naar schatting meer dan 5,7 miljoen sprekers.
De Mongoolse volkeren hadden mogelijk invloed op de Turkse en Toengoezische volkeren, die een sprachbund zouden vormen in de hypothetische Altaïsche taalfamilie.

### Religies
De Mongoolse volkeren zijn overwegend volgelingen van het Tibetaans boeddhisme. In 1576 werd de Gelug-Tibetaanse school, gesticht door Je Tsongkhapa, de staatsgodsdienst van Mongolië. Sommige groepen, zoals de Dongxiang en Bonan, namen de soennitische islam aan, net als de Moghol in Afghanistan en Mughals in India. Bij een deel van de bevolking is een natuurgodsdienst bewaard gebleven. Een klein aantal christenen ontstond onder invloed van de Russisch-Orthodoxe Kerk en westerse missionarissen.

### Cultuur
De Mongoolse cultuur is sterk beïnvloed door de nomadische manier van leven en vertoont overeenkomsten met andere Oost-Aziatische en Centraal-Aziatische culturen. De verschillende Mongoolse etnische groepen delen een zeer vergelijkbare cultuur en tradities, maar hebben specifieke verschillen in kledingstijlen en keuken. Hoewel de Mongoolse traditionele kleding weinig is veranderd sinds de dagen van het Mongoolse Rijk, zijn er enkele veranderingen in stijlen die moderne Mongoolse kleding onderscheiden van historische klederdracht. Elke stam of clan heeft zijn eigen specifieke ontwerp dat zich onderscheidt door snit, kleur en decoratie. De Mongoolse keuken is voornamelijk gebaseerd op vlees en zuivel, met enkele regionale variaties. 
Het belangrijkste openbare festival is de Naadam. Een Naadam omvat paardenraces, worstelen en boogschieten. Voor gezinnen is het belangrijkste festival Tsagaan Sar (maannieuwjaar), wat ongeveer gelijk is aan het Chinese nieuwjaar en meestal in januari of februari valt. 
Mongolië heeft een zeer oude muzikale traditie. De belangrijkste traditionele elementen zijn keelzang, de morin khuur (viool met paardenhoofd) en andere snaarinstrumenten, en verschillende soorten liederen. Mongoolse melodieën worden gekenmerkt door pentatonische harmonieën en lange eindnoten.

### Genetica
De Mongolen en andere Mongools sprekende groepen vertonen een hoge genetische affiniteit met elkaar, evenals met andere Oost-Aziatische bevolkingsgroepen.
Een onderzoek uit 2021 analyseerde 42 individuen uit verschillende Mongoolse subpopulaties en ontdekte dat alle Mongoolse groepen een dominante Oost-Euraziatische (Oost-Aziatische) afkomst hebben, met name een Noordoost-Aziatische jager-verzamelaarscomponent (ANA), en een component voor gierstboeren van de Gele Rivier (YR_LN). Een deel van de West-Euraziatische afkomst, gerelateerd aan Western Steppe Herders (WSH), werd gevonden in de genenpool van de moderne Mongolen, variërend van 5,6% tot 11,6%. De vermenging vond naar schatting plaats in de periode van de Tang-dynastie tot de Yuan-dynastie. Een studie uit 2020, gebaseerd op oud DNA, wees uit dat deze West-Euraziatische autosomale afkomst aanzienlijk afnam tijdens de periode van het Mongoolse rijk. De auteurs ontdekten een door mannen gemedieerde stijging van de Oost-Aziatische afkomst in de laatmiddeleeuwse Mongoolse periode, en merkten ook de toename op van haplogroep C2b, de veronderstelde afstamming van Dzjengis Khan. Ook een onderzoek uit 2022, gebaseerd op mtDNA, merkte op dat de oude Mongolen een gemengde West- en Oost-Euraziatische oorsprong hadden, terwijl de moderne Mongolen worden gekenmerkt door aanzienlijk minder West-Euraziatische afkomst. De auteurs suggereerden dat de meeste West-Euraziatische mtDNA-haplogroepen in moderne Mongolen verondersteld worden ongeveer 2.500-5.000 jaar geleden te zijn aangekomen, tijdens de Mongoolse bronstijd. Een kleiner aantal arriveerde in de vroege ijzertijd. Tijdens de middeleeuwen werd een voortdurende toename van Oost-Aziatische mitochondriale lijnen gedetecteerd, die deze auteurs toeschrijven aan Genghis Khan's Pax Mongolica.
Een ander artikel uit 2021 analyseerde 611 Mongoolse individuen. De geografisch verschillende Mongoolse populaties bleken een gemeenschappelijk genetisch erfgoed te delen, en toonden ook een hoge affiniteit met oude en middeleeuwse Mongolen, wat duidt op genetische continuïteit met de Plaatgrafcultuur.